# トシルアジド
トシルアジド(Tosyl azide)またはp-トルエンスルホニルアジド(p-Toluenesulfonyl azide)は、有機合成化学で用いられる試薬である。

## 利用
トシルアジドは、アジドやジアゾ基を導入するために用いられる。また、ニトレン源や[3+2]環化付加反応の基質としても用いられる。

## 生成
トシルアジドは、アセトン水溶液中で塩化パラトルエンスルホニル（塩化トシル）とアジ化ナトリウムの反応によって生成する。

## 安全性
トシルアジドは安定なアジ化物の1つであるが、爆発物であるとみなされ、慎重な貯蔵が必要である。